# Rättsbetjänt
En rättsbetjänt var förr en lägre polis- eller domstolstjänsteman som skulle verkställa domstolars beslut. Detta har bland annat innefattat att övervaka ordningen, förflytta och förvara fångar, samt agera som vaktmästare vid domstolar.